# Kia ora
« Kia ora » est une salutation de la languenouvel Zélande qui est entrée dans l'anglais néo-zélandais. Elle signifie littéralement « portez vous bien / avec santé » et est traduite par un informel « salut » par le site web Kōrero Māori de la commission pour le langage maori. Le site web NZ History du ministère néo-zélandais de la Culture et de l'Héritage la liste comme l'une des 100 expressions maori que tout Néo-Zélandais devrait connaître, avec la définition : « Salut !, Bonne journée ! (salutation informelle générale) ».